# توحيد النرويج
توحيد النرويج (بالبوكمول: Rikssamlingen) مصطلح يشير إلى العملية التي تم بها دمج النرويج من ممالك مختلفة صغير في مملكة واحدة التي سبقت مملكة النرويج الحديثة.

## لمحة تاريخية
الملك هارالد هورفاغره هو الملك الذي يعود له الفضل بتوحيد النرويج لأول مرة في مملكةٍ واحدة. وفقاً للملاحم الإسكندنافية، قام بحكم النرويج منذ حوالي 872 إلى 930. يفترض المؤرخون المعاصرون مثل كلاوس كراغ أن حكمه كان مقتصراً على المناطق الساحلية في غرب و جنوب النرويج. كانت النزعة في البحوث الأخيرة تميل إلى تصور توحيد الأمة على أنها كانت عملية استغرقت وقتاً طويلاً.
تخبرنا الملاحم الإسكندنافية أنه نجح بعد وفاة والده هالفدان الأسود يودرادرشون بالسيادة على ممالك صغيرة مختلفة، و على ممالك مبعثرة في فستفولد و التي كانت تحت سيطرة والده إما بالغزو أو ورثها من سلفه. في عام 866 قامَ هارالد بأول سلسلة حملات على العديد من الممالك الصغيرة التي تكون النرويج، بما في ذلك فارملاند في السويد، و الجنوب الشرقي من النرويج في العصر الحديث، و اللاتي أقسمن يمين الولاء للملك السويدي إريك إيموندسون. و في عام 872 وجد هارالد نفسه ملكاً على البلد بأكمله بعد انتصارٍ عظيم في معركة هافسفيورد بالقرب من ستافانغر.
و مع ذلك، فقد كانت مملكته عرضة لأخطارٍ من الخارج، حيث لجأ الكثير من خصومه ليس فقط إلى آيسلندا التي اكتشفت مؤخراً، و أيضاً إلى جزر أوركني، و جزر شتلاند، و جزر هبرديس، و جزر فارو. و لم تكن مغادرة خصومه طواعيةً تماماً. كان العديد من شيوخ القبائل النروجيين الأغنياء و الذين لديهم احترام يشكلون خطراً على هارالد؛ و لهذا تعرضوا لكثير من المضايقات، مما دفعهم للتخلي عن الأرض. و اضطر هارالد للقيام بحملة لإخضاع هذه الجزر في الوقت المناسب.
لم يتم الحفاظ على وحدة المملكة بعد وفاة هارالد. في القرون اللاحقة، حُكمت المملكة كلياً أو جزئياً بأشكالٍ شتى، من متحدرين من الملك هارالد أو من قادة تحت سلطة الدنمارك.[بحاجة لمصدر] ملوك النرويج حتى الملك أولاف الرابع، الذي توفي في 1387، الرابط بينهم أنهم ادعوا الانتساب للملك هارالد ذو الشعر الفاتح.

## الوصف في الملاحم
في ملحمة هارالد هورفايره في كتاب هيمسكرينغلا (دائرة العالم) لسنوري سترلسون، كان توطيد حكم النرويج تحت من قبل هارالد ذو الشعر الفاتح نوعاً ما قصة حب. تبدأ الحكاية بطلب هارالد يد غيدا ابنة إريك ملك هوردالاند، و ما كان منها سوى رفضه و إزدراء طلبه. حيث قالت: أنها ترفض الزواج منه «قبل أن يكون ملكاً على كل النرويج». و هذا ما نتج عنه أن ينذر هارالد نذراً بألا يقص و ألا يمشط شعره قبل أن يصبح ملكاً منفرداً على النرويج، و بعد عشر سنوات، كان له حجة لقص شعره، إلا أنه بدل اللقب «ذو الشعر الكث» أو «ذو الشعر المتشابك» إلى اللقب الذي يُعرف به عادةً. معظم الباحثين اليوم يعتبرون هذه القصة حكاية شعبية مستوحاة من القصص الرومانسية التي كانت شائعة في قصور الملوك في الوقت الذي كُتبت به هيمسكرينغلا.

## خرائط الممالك النرويجية
ترتكز هذه الخرائط على مصادر الملحمة الأخيرة، من القرن الثالثة عشر. لم يتم تحديد دقتها التاريخية.

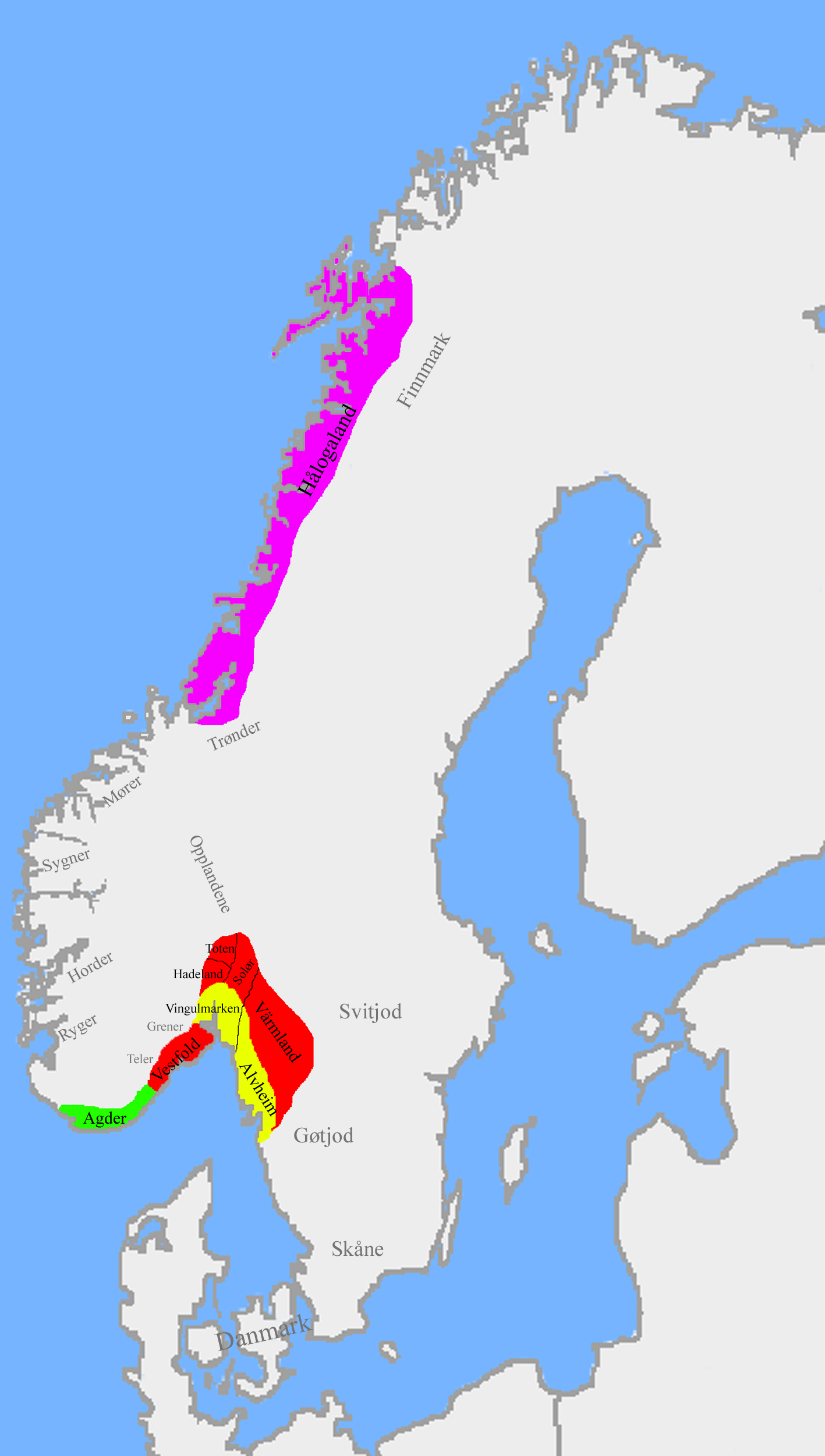
ممالك نرويجية صغيرة حوالي 820م عند وفاة غودرودالصياد. الممالك الرئيسية: فستفولد(بالأحمر)، هولوجالاند(بالبنفسجي)، آلفهايم(بالأصفر)، آغدر(بالأخضر).
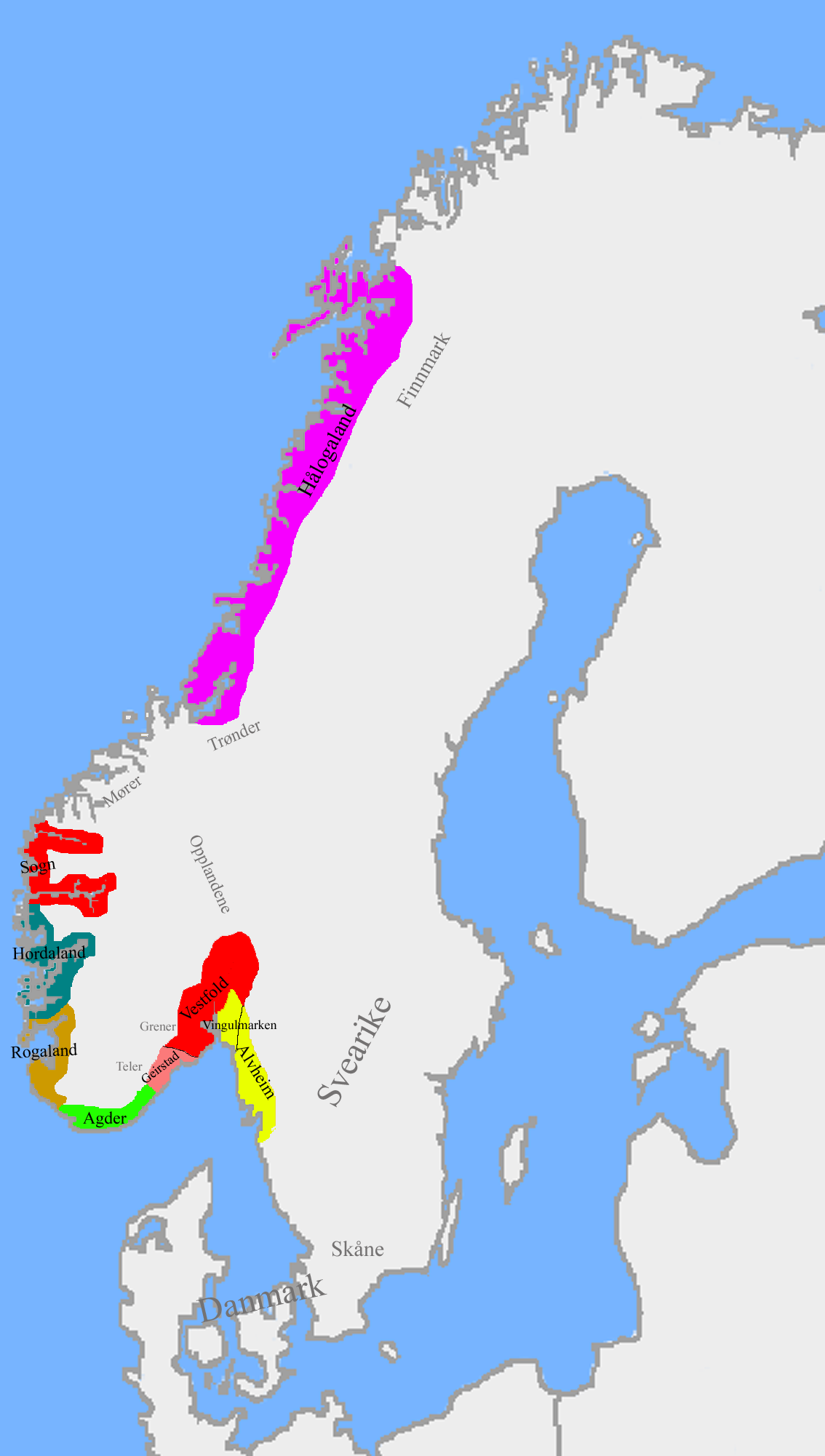
ممالك صغيرة حوالي 860م عند وفاة هالفدان الأسود. المملكة التي ورثها هارالد هورفاغره باللون الأحمر.
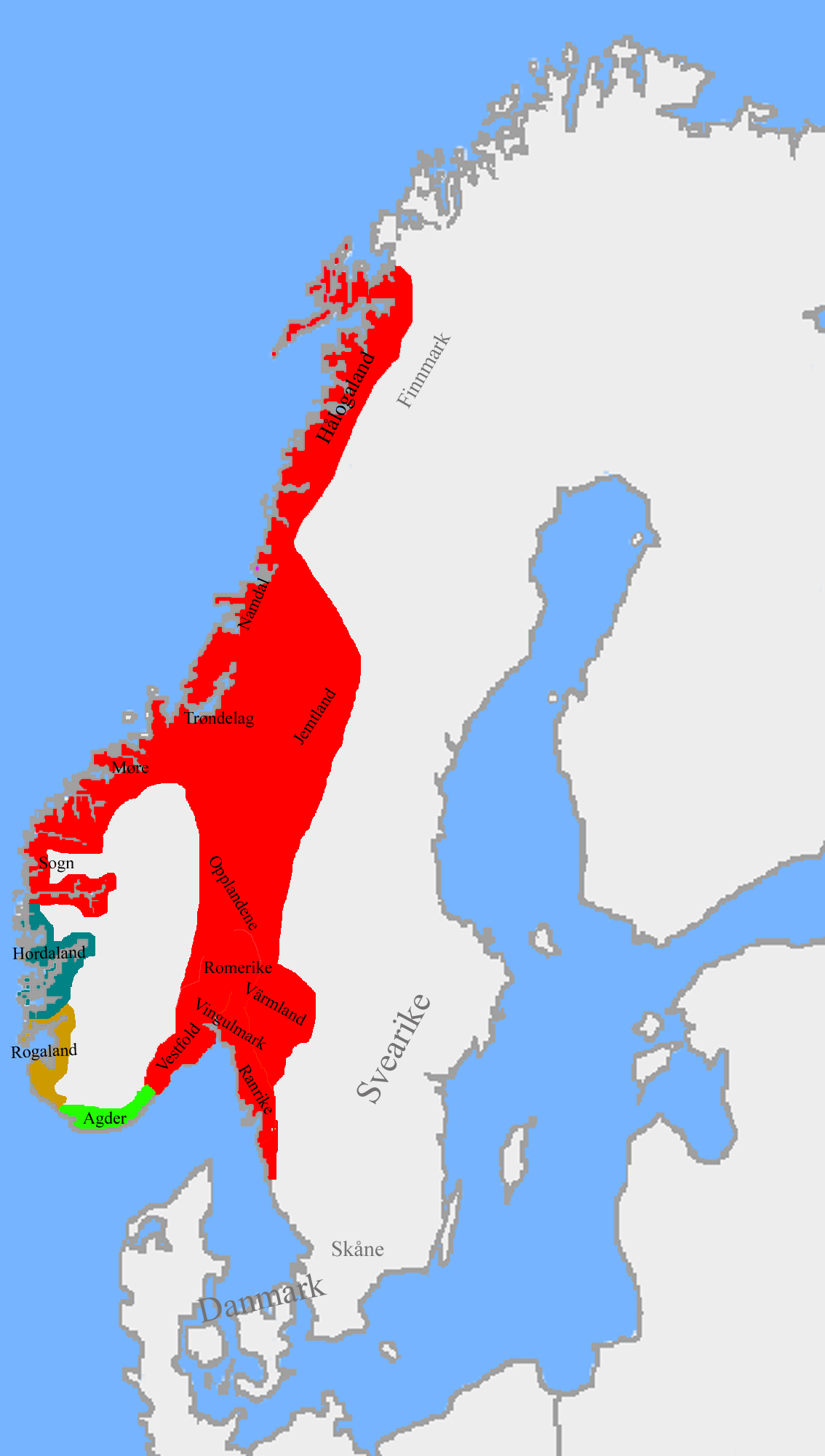
ممالك صغيرة حوالي 872م (المملكة الموحدة تظهر باللون الأحمر) قبل معركة هافسفيورد الحاسمة.
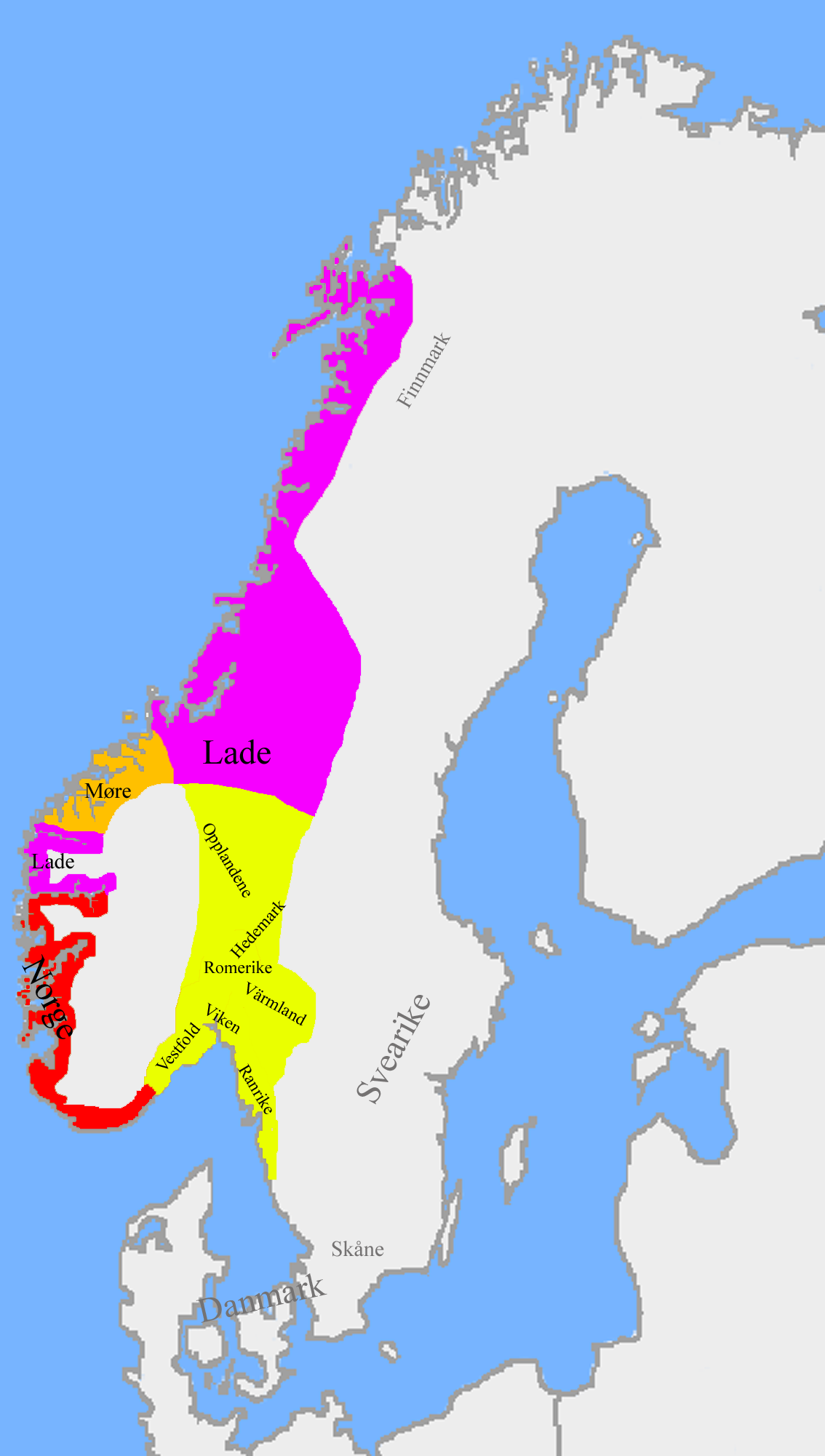
تقسيم المملكة حوالي 930م.(بالأصفر) ممالك تابعة لأبناء هارالد و آقاربه، (بالأحمر) حكم مباشر من قبل هارالد، (بالبنفسجي) قادة لاده، (بالبرتقالي) قادة موره.
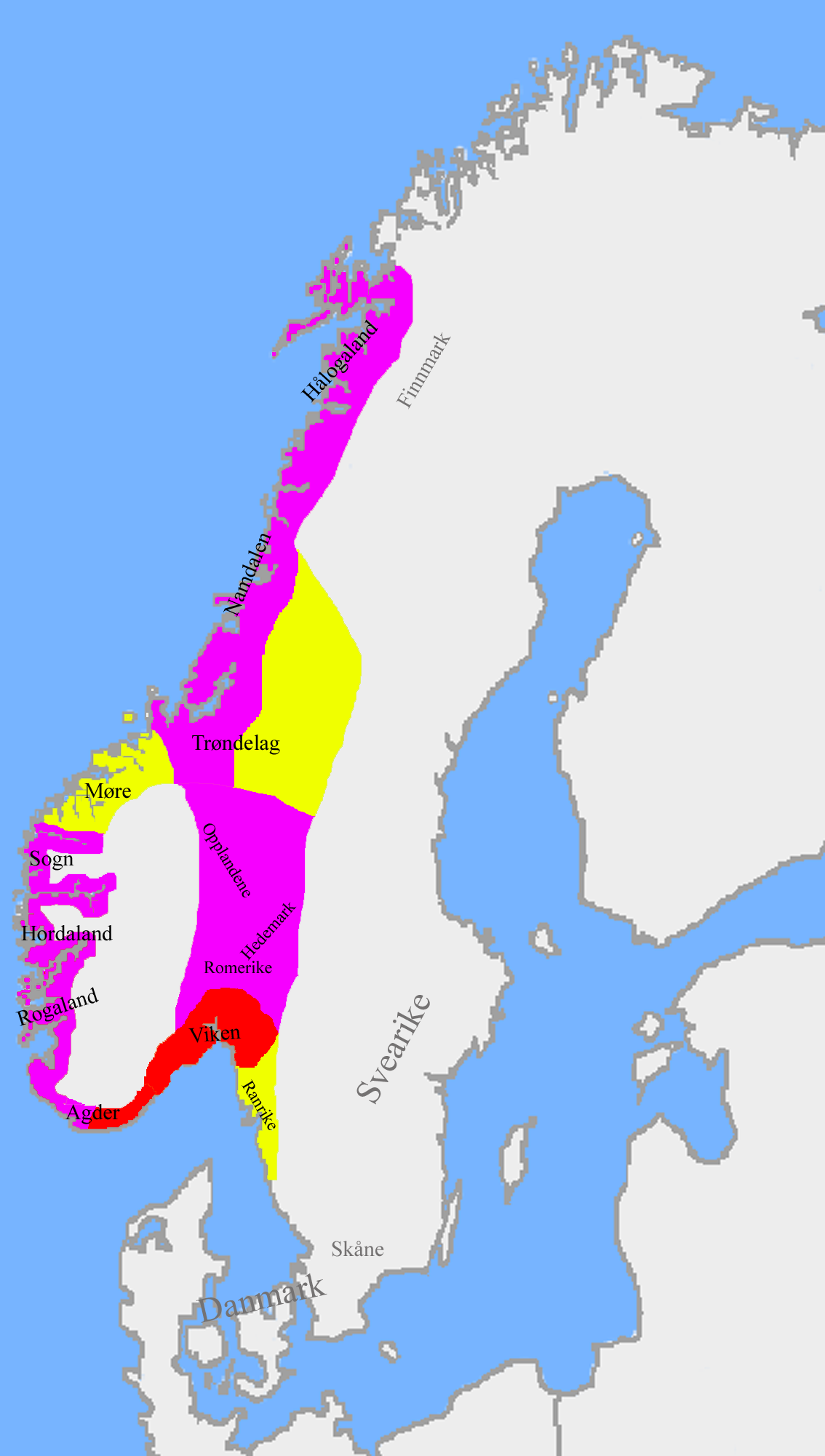
تقسيم المملكة بعد معركة سفولدر (1000م) بين السويد (بالأصفر)، و الدنمارك (بالأحمر)، و قادة لاده (بالبنفسجي).
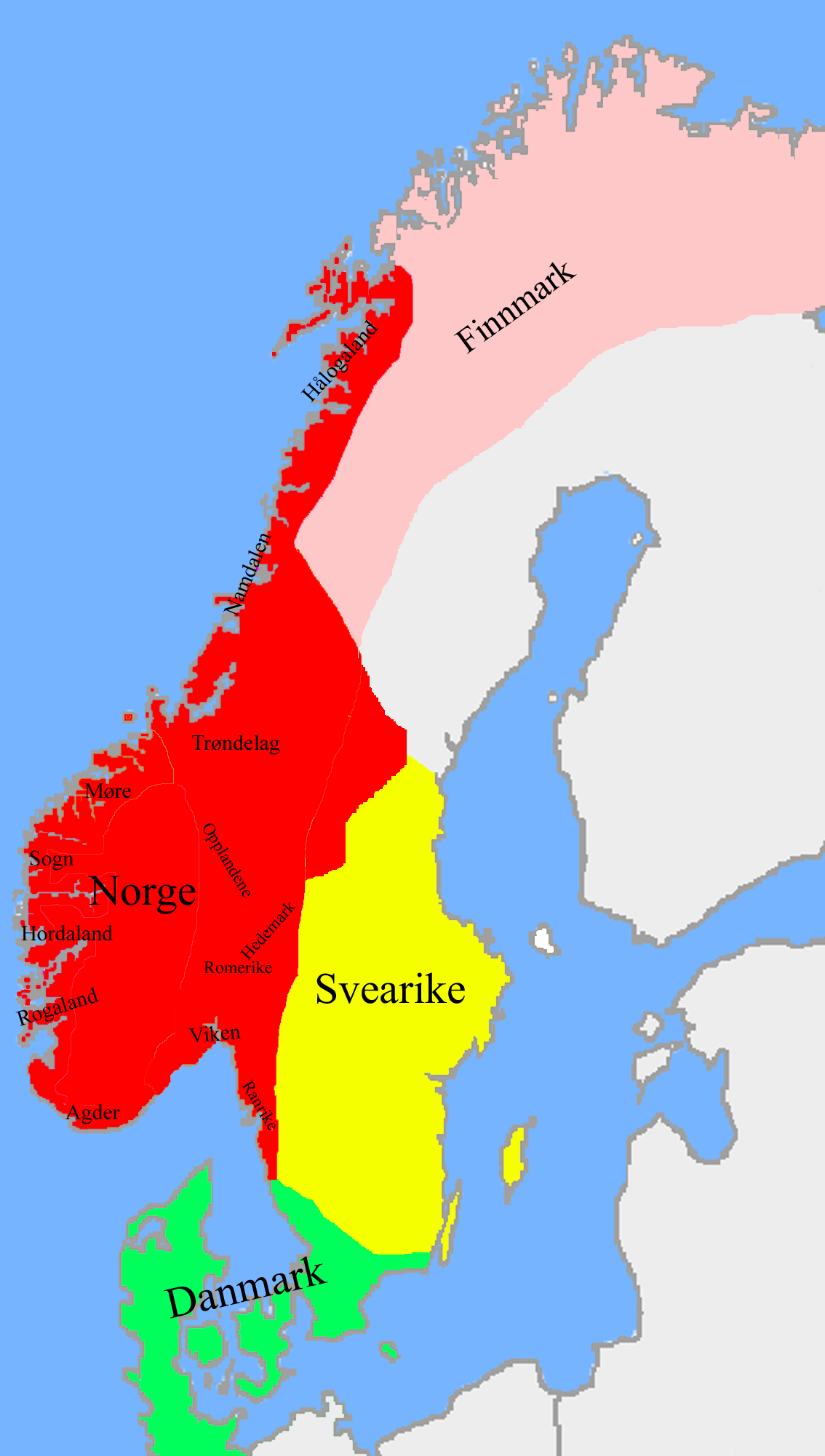
النرويج الموحدة خلال فترة حكم القديس أولاف حوالي 1020م. بالأحمر الفاتح فينمارك ("حدود شعب صامي") و الذي معظمهم دفعوا الجزية لملوك النرويج.